# 白桦岛站
白桦岛地铁站（芬蘭語：Koivusaaren metroasema），是芬兰赫爾辛基地鐵海面下的地下车站。该站位于赫尔辛基西线地铁的延展线上。
虽然该站以最西部的白桦岛命名，但实际上是位于轮渡岛的极西边缘。该站位于凯拉半岛站东边2.3公里、轮渡岛站西边1.6公里处。
该站的东入口位于轮渡岛的索特卡路（Sotkatie），西入口位于白桦岛上，但西线地铁开通时并未开始使用，等到这块区域以后开发后才使用。

## 图集

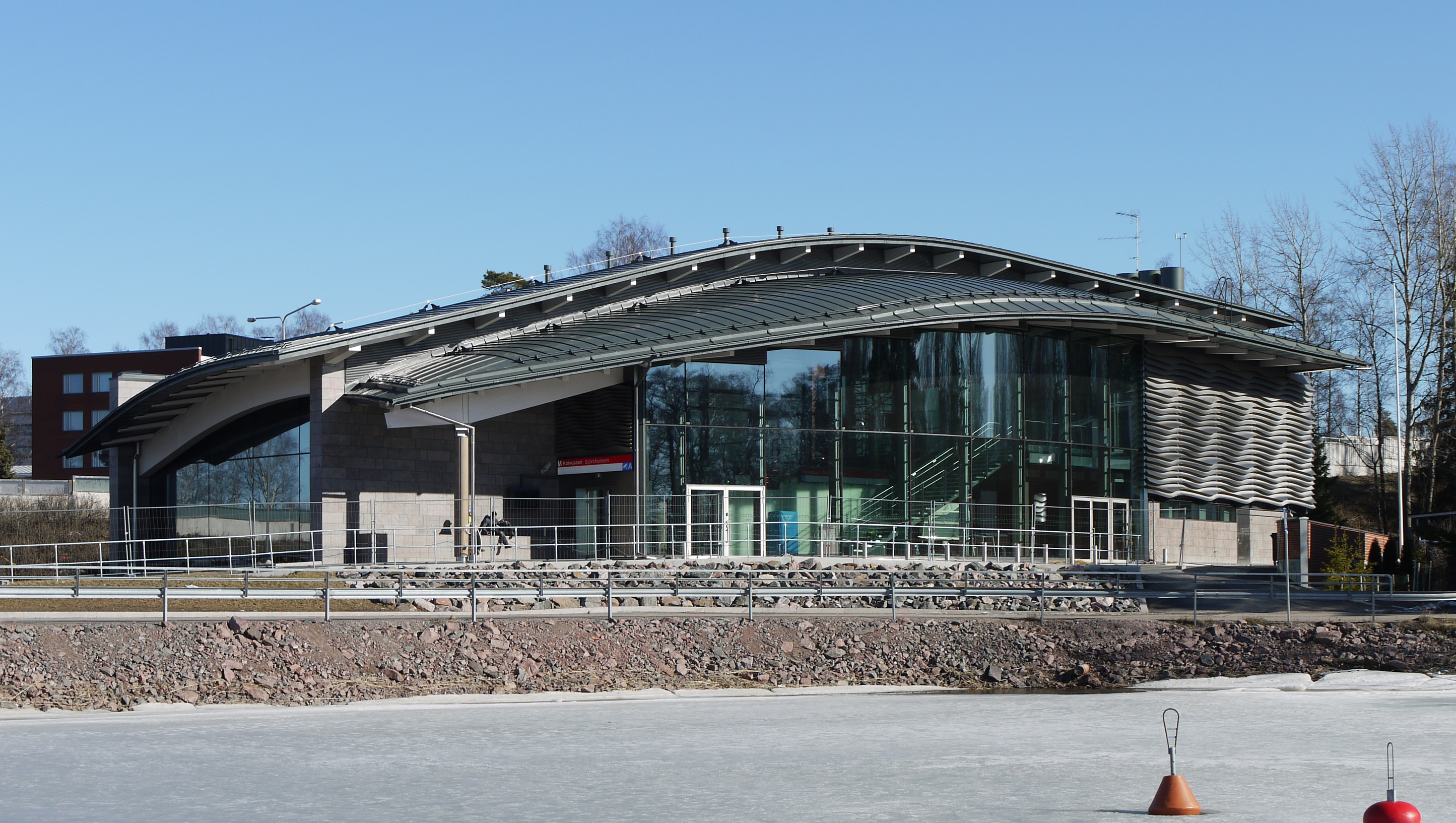
东入口
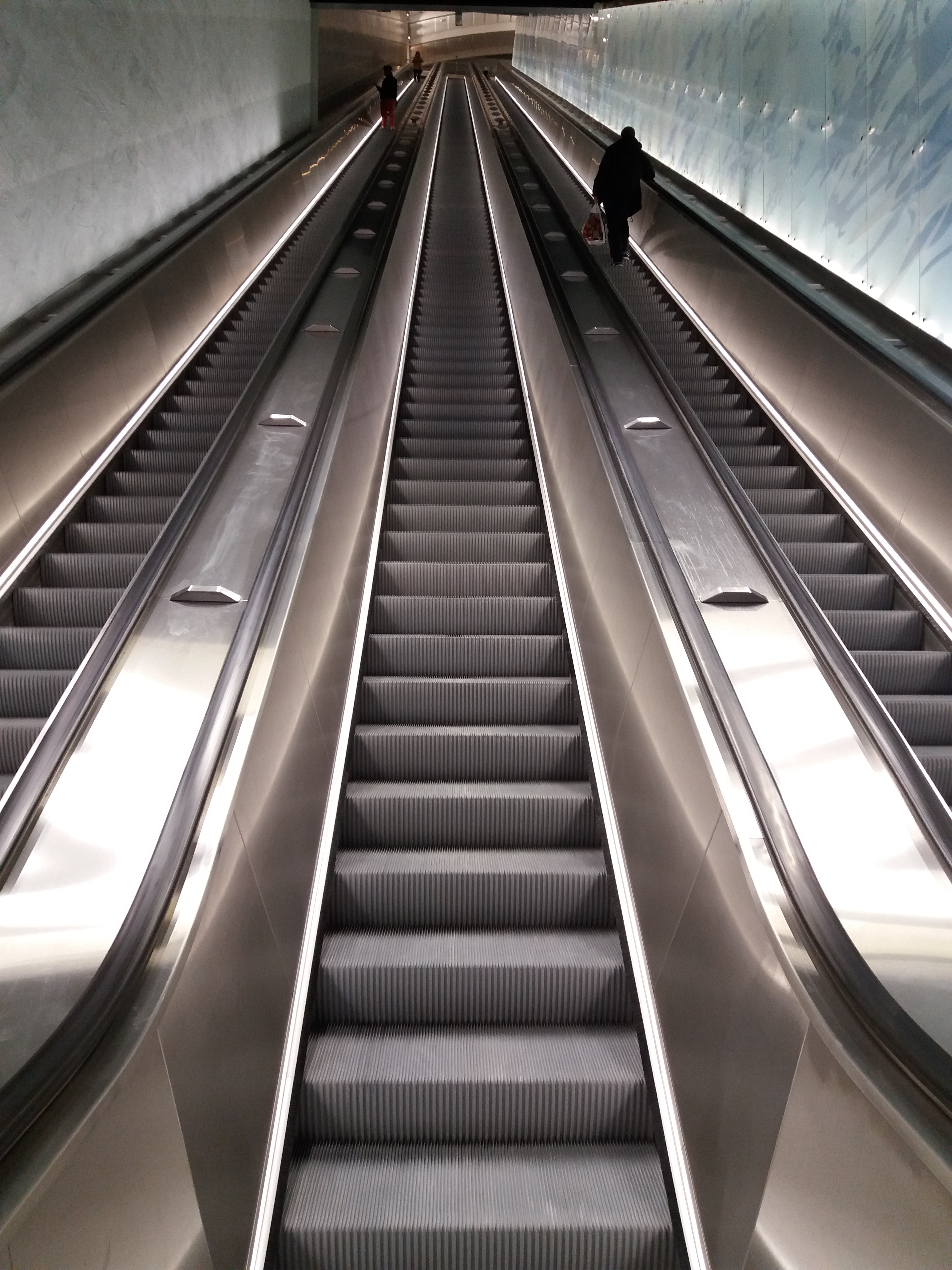
芬兰最长的扶梯